# Hong gao liang
Hong gao liang é um filme chinês de 1987, dos gêneros drama, romance e guerra, dirigido por Zhang Yimou, com roteiro de Wei Zhu, Jianyu Chen e Li Ke Zi baseado no romance de Mo Yan Hóng Gāoliáng Jiāzú.
Em 1988, rebatizado em inglês como Red Sorghum, recebeu o Urso de Ouro de melhor filme no Festival de Berlim.

## Elenco
- Gong Li - avó
- Jiang Wen - avô
- Ji Chunhua - Sanbao
- Teng Rujun - Luohan